# Kinomutay
Kinomutay er filippinsk brydekunst, som især kendetegnes ved bid, hiv og niv. Systemet eksisterer ikke som en selvstændig sport/kunst, men er vævet ind i mange filippinske kampkunster.